# Tjärnmyrtjärnen (Norsjö socken, Västerbotten, 723084-167375)
Tjärnmyrtjärnen är en sjö i Norsjö kommun i Västerbotten och ingår i Skellefteälvens huvudavrinningsområde.